# Marko Marin
Marko Marin (ur. 13 marca 1989 w Bosanskiej Gradišce) – niemiecki piłkarz występujący na pozycji pomocnika w saudyjskim zespole Al-Ahli Dżudda.

## Kariera klubowa
Urodził się w Jugosławii, w 1991 wraz z rodziną przyjechał do Niemiec. W 2005 przeszedł z Eintrachtu Frankfurt do Borussii Mönchengladbach. W sezonie 2006/2007 był zawodnikiem jej drugiej drużyny – wystąpił w 16 meczach Regionalligi i strzelił w nich trzy gole. 31 marca 2007 w barwach pierwszego zespołu zadebiutował w Bundeslidze w zremisowanym 1:1 spotkaniu z Eintrachtem Frankfurt, w którym zaliczył asystę przy bramce zdobytej przez Federico Insúę. W latach 2007–2009 był podstawowym graczem swojego klubu – początkowo w II lidze, następnie w najwyższej klasie rozgrywkowej. Pierwsze dwa gole strzelił w niej 18 listopada 2008 w pojedynku z Arminią Bielefeld, zapewniając swojej drużynie zwycięstwo 2:0.
W czerwcu 2009 został zawodnikiem Werderu Brema. W nowym zespole szybko wywalczył miejsce w podstawowym składzie. W sezonie 2009/2010 wraz ze swoją drużyną uczestniczył w rozgrywkach Ligi Europy – strzelił w niej gole w meczu grupowym z CD Nacional (4:1) i rewanżowym spotkaniu 1/8 finału z Valencią (4:4). Ponadto w 2010 roku dotarł z Werderem do finału pucharu Niemiec, w którym klub z Bremy przegrał 0:4 z Bayernem Monachium, a on zmienił w drugiej połowie Philippa Bargfredea. W kolejnych rozgrywkach występował w Lidze Mistrzów – zagrał w sześciu pojedynkach grupowych i zdobył bramkę w meczu z Tottenhamem, przyczyniając się do remisu 2:2. W sezonie 2011/2012 zmagał się z kontuzją, która spowodowała, że opuścił część meczów.
28 kwietnia 2012 podpisał pięcioletni kontrakt z Chelsea. Pod koniec czerwca 2013 roku udał się na roczne wypożyczenie do hiszpańskiej Sevilli. 20 stycznia 2015 został wypożyczony do Anderlechtu. Pobyt w Belgii trwał zaledwie pół roku i przed rozpoczęciem sezonu 2015/2016 pomocnik udał się na kolejne wypożyczenie, tym razem do tureckiego Trabzonsporu.
23 sierpnia 2016 roku zdecydował się definitywnie odejść z Chelsea, a jego nowym klubem został Olympiakos SFP. W pierwszym sezonie w Grecji zdobył ze swoją drużyną mistrzostwo kraju, natomiast w kolejnym zakończyli sezon na 3. miejscu w wyniku czego nie zakwalifikowali się do Ligi Mistrzów. W klubie przeprowadzono duże zmiany, a sam zawodnik 31 sierpnia 2018 roku został piłkarzem Crvenej zvezdy, która wywalczyła awans do fazy grupowej Ligi Mistrzów UEFA.
5 stycznia 2020 roku saudyjski zespół Al-Ahli Dżudda poinformował o pozyskaniu Marko Martina do swojego zespołu.

## Kariera reprezentacyjna
W reprezentacji Niemiec do lat 21 zadebiutował 21 sierpnia 2007 roku w zremisowanym 2:2 meczu z Irlandią, w którym w drugiej połowie zmienił Sebastiana Boenischa. 16 listopada strzelił w niej jedynego gola – zdobył bramkę w spotkaniu z Islandią do lat 21, przyczyniając się do zwycięstwa 3:0. W 2009 roku wraz z kadrą zdobył mistrzostwo Europy U-21 – w turnieju rozegranym w Szwecji wystąpił w czterech pojedynkach (m.in. w półfinałowym meczu z Włochami do lat 21), jednak nie zagrał w wygranym 4:0 finale z Anglią do lat 21.
W maju 2008 został powołany przez selekcjonera Joachima Löwa do szerokiej kadry Niemiec na mistrzostwa Europy w Austrii i Szwajcarii, jednak ostatecznie na turniej nie pojechał. W reprezentacji zadebiutował 27 maja 2008 w towarzyskim meczu z Białorusią (2:2), w którym na początku drugiej połowy zmienił Bastiana Schweinsteigera. Pierwszego gola strzelił 20 sierpnia w spotkaniu z Belgią, przyczyniając się do zwycięstwa 2:0. W 2010 uczestniczył w mistrzostwach świata w Republice Południowej Afryki, w których Niemcy zajęli trzecie miejsce, lecz on pełnił jedynie rolę rezerwowego – zagrał w końcówkach pojedynków grupowych z Australią (4:0) i Serbią (0:1).

## Sukcesy

### Indywidualne
- Medal Fritza Waltera: Srebro w 2006 (U-17)[a]
- Medal Fritza Waltera: Złoto w 2007 (U-18)[b]